# خادم عبد الله القبيسي
خادم عبد الله القبيسي (مواليد 27 سبتمبر 1971) رجل أعمال إماراتي، وعضو منتدب سابق لشركة مبادلة للاستثمارات البترولية الدولية. في عام 2015، تم التحقيق معه في أموال مختلسة تتعلق بشركة 1 ماليزيا ديفيلوبمينت بيرهاد. تم القبض عليه في الإمارات في عام 2016 كجزء من التحقيقات في فضيحة الصندوق السيادي الماليزي. في عام 2019، حكم عليه بالسجن 15 عامًا بتهمة الفساد وغسيل الأموال. 

## الحياة والتعليم
ولد القبيسي في أبو ظبي عام 1971. تخرج من جامعة الإمارات العربية المتحدة بدرجة البكالوريوس في الاقتصاد عام 1993. متزوج ولديه أربعة أطفال.

## مسيرته
في عام 1993، بعد تخرجه من الجامعة، التحق القبيسي بجهاز أبوظبي للاستثمار، حيث أصبح أحد كبار المحللين الماليين في إدارة الأسهم في أمريكا الشمالية. في عام 2000، أصبح مدير الاستثمار في شركة الاستثمارات البترولية الدولية. في مايو 2007، أصبح العضو المنتدب،  وفي عام 2011، تولى المنصب الإضافي كرئيس للشركة الفرعية الإسبانية للبترول.  كان رئيس مجلس إدارة العديد من الشركات الأخرى بما في ذلك نوفا كيميكالز، وأرابتك،  وبورياليس AG وأو إم في، وشركة مبادلة للاستثمار، وشركة أبو ظبي الوطنية للتكافل، ومجموعة هاكاسان. شغل منصب مدير شركة تصاميم العقارية، الشركة الاستثمارية للشيخ منصور بن زايد آل نهيان، رئيس وزراء دولة الإمارات ورئيس مجلس إدارة شركة مبادلة للاستثمار. كما عمل القبيسي في مجلس إدارة بنك الطاقة الأول في البحرين.
خلال الفترة التي قضاها في شركة مبادلة، شارك القبيسي في العديد من الصفقات الكبرى، بما في ذلك صفقة إنقاذ بنك باركليز سنة 2008. 
في أبريل 2015، أُقيل القبيسي من منصبه كعضو منتدب لشركة الاستثمارات البترولية الدولية. استقال من مناصب أخرى في الأشهر التالية.  

## الجدل
تم استبدال القبيسي بمنصب العضو المنتدب لشركة الاستثمارات البترولية الدولية في أبريل 2015. بعد إقالته تم استبداله من معظم أدواره في الشركات التي تسيطر عليها شركة مبادلة. في سبتمبر من ذلك العام، ربط موقع استقصائي ماليزي (Sarawak Report) إقالته بمزاعم فساد ناشئة عن معاملات أجرتها شركة مبادلة مع شركة 1 ماليزيا ديفيلوبمينت بيرهاد، وهي شركة تطوير استراتيجي أصبحت موضع جدل عندما اتُهم رئيس وزراء ماليزيا باستخدامها. لسحب الأموال إلى حساباته المصرفية الشخصية  في عام 2015، قدمت شركة مبادلة مليار دولار للشركة الماليزية، واستحوذت على 3.5 مليار دولار من ديونها مقابل بعض الأصول.  في أبريل 2016، ذكرت وكالة رويترز أن مصرف الإمارات المركزي أمر البنوك في الإمارات بتجميد وتقديم معلومات عن المعاملات المتعلقة بالحسابات المصرفية الخاصة بالقبيسي أو محمد الحسيني، وهو مسؤول كبير آخر في الشركة. قال المسؤولون الذين يحققون في الأموال المختلسة إن ما مجموعه 2.4 مليار دولار كان من المقرر تحويلها من الشركة الماليزية إلى شركة آبار للاستثمار البترولي تم إرساله بدلاً من ذلك إلى شركة مختلفة، أسسها القبيسي والحسيني في جزر العذراء البريطانية، تسمى (آبار للاستثمار PJS Ltd). تخضع هذه الشركة للتحقيق من قبل دولة الإمارات لتحديد ما إذا تم استخدامها كقناة لأموال الشركة الماليزية.
في 20 يوليو 2016، رفع المدعون الفيدراليون في الولايات المتحدة دعوى قضائية لمصادرة أكثر من مليار دولار من الأصول التي يُعتقد أنها سُرقت من الشركة الماليزية. ورد اسم القبيسي في هذه الدعاوى القضائية، إلى جانب الحسيني وعدد من الأشخاص الآخرين، الذين أضافوا أن الأموال استخدمت في شراء هذه الأصول وكذلك «تمويل أنماط الحياة المترفة للمتآمرين».  لوحظ أن هذه الدعوى القضائية هي أكبر شكوى مصادرة تم تقديمها في تاريخ الولايات المتحدة.
في عام 2019، ذكرت صحيفة وول ستريت جورنال أن السلطات الإماراتية أجبرت القبيسي على التخلي عن أصوله لشركة الشيخ منصور بن زايد آل نهيان المملوكة للقطاع الخاص. بعد إلقاء القبض عليه، قال القبيسي - في مقابلة - إن الشيخ منصور يلومه باعتباره «كبش فداء». لقد أبرمت هذه الصفقة لكنني فعلت ذلك نيابة عن حكومة أبو ظبي. قال القبيسي: «إنهم يضعون كل شيء على ظهري».